# Burg Edenserloog
Die Burg Edenserloog steht im gleichnamigen Ortsteil der Gemeinde Werdum in Ostfriesland. Sie ist die einzig erhaltene Häuptlingsburg des Harlingerlandes und der älteste erhaltene Profanbau Ostfrieslands. Die Burg ist Geburtsort von Ursula van Beckum  (* vor 1520; † 13. November 1544). Bekanntester Bewohner war Ulrich von Werdum (* 1632; † 1681), der Verfasser der Series Familiae Werdumanae, einer Haus- und Familienchronik.

## Geschichte
Einer Sage zufolge soll die Burg 1191 zum Schutz gegen umherstreifende Normannen durch die Bewohner der umliegenden Dörfer errichtet worden sein. Die Häuptlinge von Werdum saßen ursprünglich auf einer Burg im Bereich der dortigen Kirche. Als sie vor 1327 dort die erste Kirche stifteten, verlegten sie ihren Wohnsitz nach Edenserloog. Die dortige Burg wird 1429 erstmals ausdrücklich erwähnt. Die Chronik Ulrich von Werdums berichten, dass Reent der Ältere (Olde Reent) die Burg vor 1420 erbaute. Im Erbgang kam die Burg an die Familie Boying von Gödens. Dieser begründeten vor 1491 einen neuen Familienzweig, der sich nach Werdum nannte. Die heute erhaltene Bausubstanz wird nach dendrochronologischen Untersuchungen und umfangreichen Archivstudien auf das Jahr 1460 datiert.
Zunächst bestand die Anlage nur aus einem Steinhaus. Die Familie von Werdum ließ die Burg in den folgenden Jahrhunderten zu einer Dreiflügelanlage mit Wehrtürmen umbauen und mit einem Wassergraben umgeben. Im Süden befand sich der Zugang. Das berühmteste Familienmitglied war der 1632 geborene Ulrich von Werdum, der auf Latein die Geschichte seines Hauses als „Series familiae Werdumanae usque ad annum 1667“ aufzeichnete. Über eine Erbtochter kam die Anlage an die Freiherren von Battlemberg-Kessel. Nach deren Aussterben 1763 gelangte sie in bürgerliche Hände.
Es gibt Überlieferungen, die besagen, dass die Burg im Dreißigjährigen Krieg von den Mansfeldern belagert wurde. Die Belagerten sollten durch Aushungern zur Übergabe der Burg gezwungen werden. Doch die Werdumer griffen zu einer List und zeigten ihren letzten Schinken mit einer Stange aus dem Schornstein. Daraufhin zogen die Mansfelder ab, da sie glaubten, dass in der Burg noch genügend Lebensmittel vorhanden waren.
Vermutlich schon ab dem 17. Jahrhundert sank die Burg zu einem landwirtschaftlichen Betrieb herab. Heute ist die in Privatbesitz befindliche Burg bewohnt und kann seit Sommer 2009 besichtigt werden.

## Baubeschreibung
Das älteste Steinhaus wurde zu Beginn des 19. Jhs. abgebrochen, es befand sich teilweise unter der heutigen Scheune. Die ältere Burganlage wird von Ulrich von Werdum in seiner Chronik. beschrieben. Sie bestand aus dem zentral gelegenen Steinhaus, das durch Gewölbe in zwei Stockwerke unterteilt war. Der Burgplatz war ehemals von einer 2 m hohen Mauer und einem ca. 14 m breiten Graben umgeben, der Zugang erfolgte über eine Brücke im Süden.
Die Burg Edenserloog ist eine Dreiflügelanlage, die in mehreren Bauphasen entstanden ist. Auf der Westseite des Burggeländes wurde bis 1491 ein neues Wohngebäude errichtet. Dabei ist ein ursprüngliches, turmartiges Gebäude in ein Langhaus einbezogen worden. An das Langhaus wurde 1560 im Nordosten noch ein Anbau angefügt. Dendrochronologische Untersuchungen haben ergeben, dass die Erdgeschossdecke aus der Mitte des 15. Jahrhunderts stammt.
Vollständig erhalten ist das Langhaus des Westflügels mit bis zu zwei Meter dicken Mauern sowie ein Teil des nördlichen Querhauses. Der Ostflügel wird aus einem Wirtschaftsgebäude gebildet, unter dem sich die Reste des einstigen Steinhauses befinden. Große Gewölbe gliedern die Anlage in zwei Stockwerke. Sie ist teilweise unterkellert. Ein überwölbter Tunnel verbindet die Keller im Nord- und Westflügel. Ein Teil des rechteckigen Grabens, der die Häuptlingsburg einst umzog, ist heute noch an der Straßenseite offen.
Im Erdgeschoss der Burg gibt es zwei Säle, den Grünen sowie den Großen Salon. In letzterem befindet sich ein Kachelofen. Er stammt aus dem Jahre 1737 und ist 3,16 Meter hoch und etwa 1,20 Meter breit. Der Ofen ist reich mit Delfter Kacheln verziert, die Szenen des Alten Testaments und Landschaftsdarstellungen zeigen. Der Schweifgiebel trägt in der Vorderansicht unter einer Krone das Allianzwappen der Stifter und die Datierung. In den Zwickeln befinden sich Delphindarstellungen und an den seitlichen Giebeln Blumenbosketts. Ergänzend kommen ornamentale Bemalungen im Bandelwerkdekor hinzu. Im Großen Salon hängt auch ein Relikt des Schinkens, der die Mansfelder einst zum Abzug bewogen haben soll.
Östlich des Schlosses standen um 1600 noch Reste des Galgens, ein Symbol für die ehemals an der Burg haftenden Herrschaftsrechte.